# Patria chica

p.e. Un minuano puede considerar como su patria chica a su ciudad, Minas, o toda Lavalleja, mientras que su Patria —grande— es Uruguay.

La patria chica es el lugar, pueblo, ciudad, comarca, provincia o región en que se ha nacido, en contraposición a la patria (o patria grande), referida al concepto de Estado nacional.
A esta tierra donde ha nacido una persona se suele sentir muy unido por costumbres —folklore, gastronomía, acento, etc— y principalmente por vínculo familiar. A lo largo de la historia multitud de escritores, poetas y demás intelectuales han acuñado este término en sus obras.

Yo no siento nostalgia. He aprendido que lo que llaman patria, incluso lo que llamamos con cariño nuestra patria chica, está metido en conserva, guardado en carpetas entre miles de expedientes y representado por funcionarios que se encargan de quitarle a uno cualquier sentimiento patriótico hasta que no queda ni rastro de él. ¿Dónde está mi patria? Allí donde nadie me moleste, donde nadie quiera saber quién soy, lo que hago o de dónde vengo, ésa es mi patria chica.
B. Traven. "El barco de la muerte". 1926

En otro contexto, dentro del ideario de la integración latinoamericana, se suele denominar "patria chica" al Estado al cual uno pertenece, en tanto se reserva la expresión "Patria Grande" para referirse a toda Sudamérica (o, incluso, a toda Hispanoamérica).